# Pražská asanace

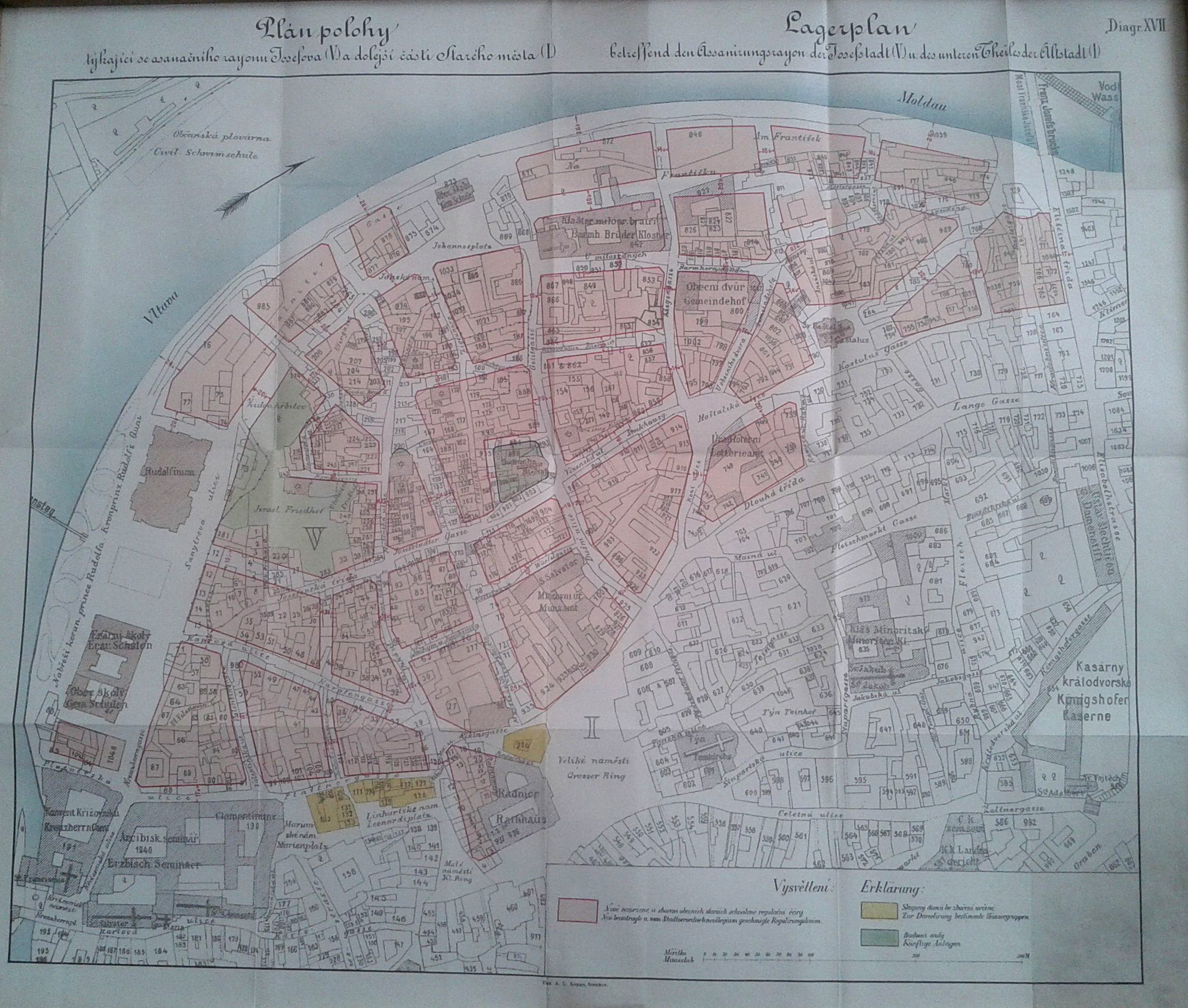
Plán pražské asanace

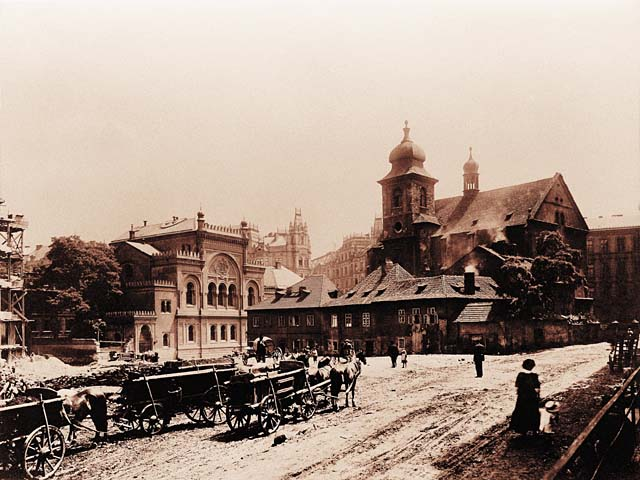
Rudolf Kříženecký: Bourání bloku domů v okolí kostela sv. Ducha a Španělské synagogy

Pražská asanace je vžité označení radikální ozdravující přestavby centrálních čtvrtí Prahy na přelomu 19. a 20. století. Týkala se zejména Josefova, bývalého židovského ghetta, a dále oblastí v západní části Nového Města poblíž Vltavy. V rámci asanace byla provedena demolice významného počtu domů v jejím historickém centru. Svým rozsahem a intenzitou patřila k nejrozsáhlejším asanacím v Evropě na přelomu 19. a 20. století. Systematická likvidace řady historických staveb vyvolala reakce veřejnosti a nové podněty v oblasti památkové péče.

## Asanované území

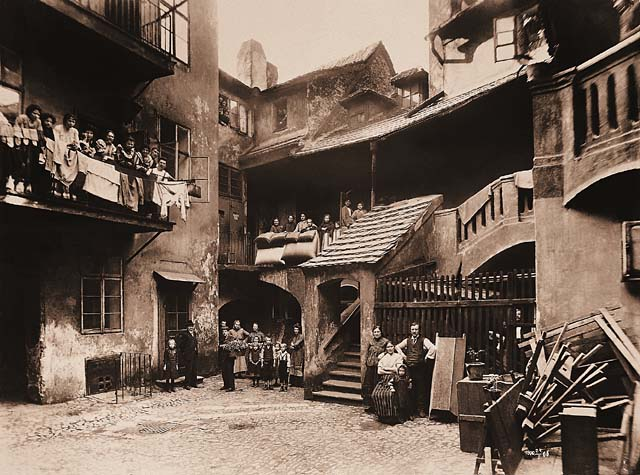
Jindřich Eckert: Josefov

Asanace zahrnovala především Josefov (bývalé židovské ghetto) a sousední oblasti Starého Města. Hranici asanačního pásma vymezovaly čáry vedené „... od Vltavy Platnéřskou ulicí, Linhartským nám., za radnicí čp. 13 a 21-I., rovnou čarou rynkem, Dlouhou třídou, Rámovou a Haštalskou ulicí přes čp. 761 a 764-I. Eliščinou třídou k mostu…“.
Předmětem asanace byla též povltavská oblast Horního Nového Města, při kostele sv. Vojtěcha (Vojtěšská čtvrť), na Zderaze, významně se změnilo Podskalí s Výtoní. Na Malé Straně byly v rámci asance prováděny průrazy u Malostranského náměstí, blokem domů U Klíčů v Karmelitské, v Mostecké a Letenské ulici.
Asanační obvod měl celkovou rozlohu zhruba 380 000 m² a nacházelo se v něm přes 600 domů.

## Důvody

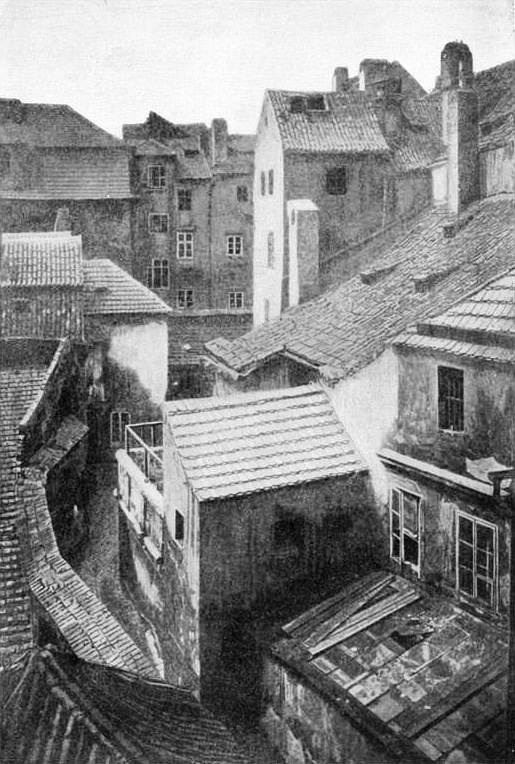
Židovské ghetto před asanací

Bezprostředním podnětem velké pražské asanace byly právě nevyhovující hygienické podmínky této pražské čtvrti. Zastánci asanace argumentovali především závadností studniční pitné vody, neexistencí kanalizace a přelidněností Páté čtvrti jako potenciálními zdroji nákazy nebo epidemie. K těmto zdravotním argumentům však přistupovaly i argumenty další: úzké a křivolaké středověké uličky nejen Josefova, ale i Starého Města v blízkosti Staroměstského náměstí, Nového Města a Malé Strany. Historické centrum Prahy neodpovídalo představě české politické reprezentace o velkoměstě na počátku 20. století.
Pražské ghetto bylo hustě zastavěno kvůli diskriminačním zákonům, které nedovolovaly Židům sídlit mimo jeho hranice. Ghetto bylo zrušeno roku 1850 a pod jménem Josefov připojeno k Praze jako jeho pátá čtvrť. Majetnější Židé se stěhovali do modernějších částí města a z Josefova se stala chudinská čtvrť nevalné pověsti, vnímaná jako centrum pražského „polosvěta“ prostitutek, kriminálních živlů a jiných pochybných existencí. K zanedbanému stavu čtvrti přispěly i historicky dané složité majetkové poměry, které bránily investicím do rekonstrukcí domů bývalého ghetta.

## Průběh

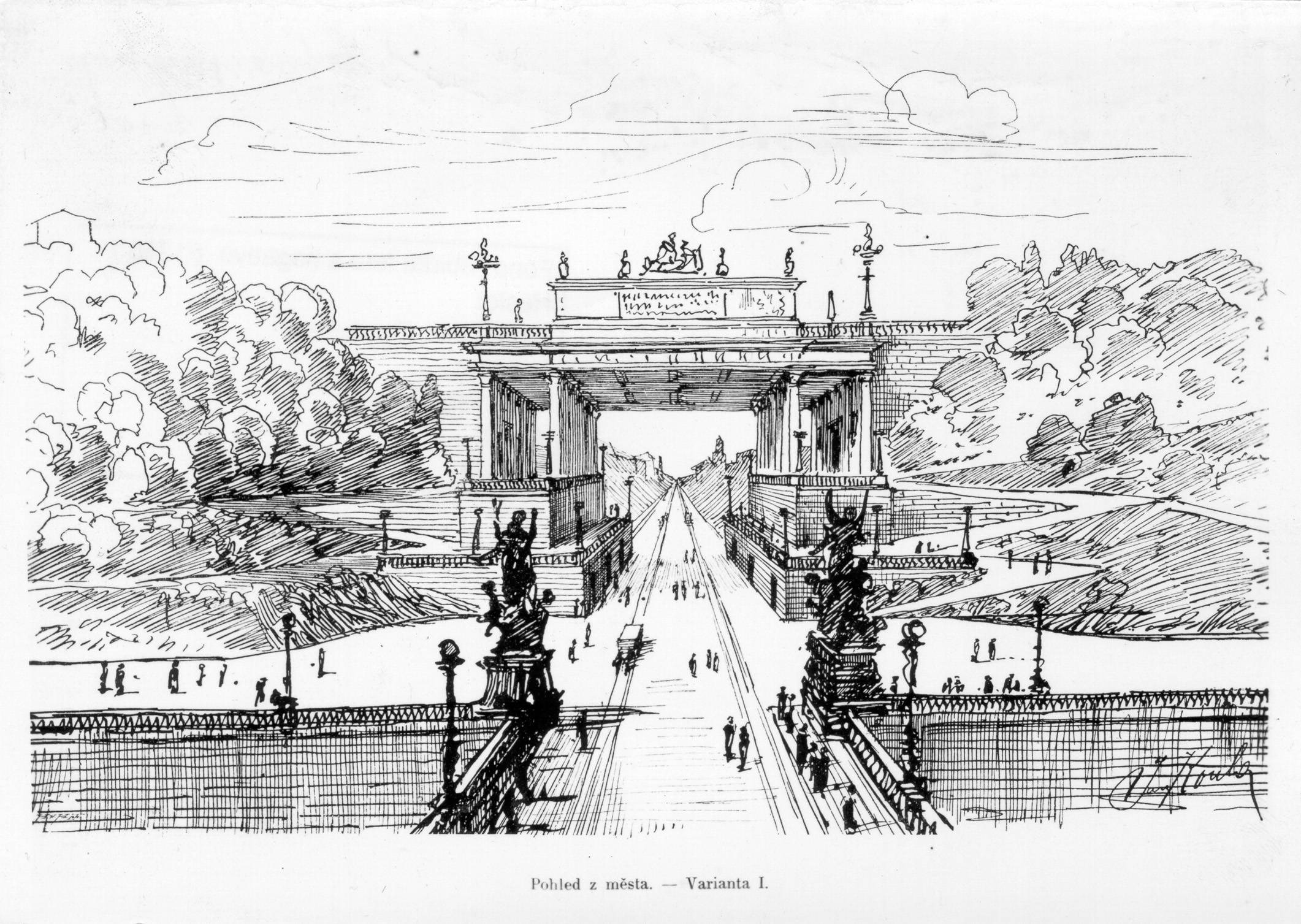
Jan Koula: Návrh průkopu Letnou

S prvními přípravami na asanaci se začalo v roce 1882. Přesto trvalo ještě několik let, než byly asanační zákony schváleny.
Prvotní asanační plán z roku 1887 navrhoval nejen zbourání židovského ghetta, ale také rozsáhlé demolice na celém Starém Městě a části Nového Města. Tak velké stavební úpravy by však byly finančně natolik nákladné, že od nich radní upustili. Konečný asanační plán, schválený v roce 1893, tedy počítal pouze s židovským ghettem zasahujícím do menší části Starého a Nového města. Mezitím byly přijaty vyvlastňovací zákony (11. února 1893).
Částečné demolice začaly již roku 1895, masivní bourání pak probíhalo od konce roku 1896, kdy se z domů museli vystěhovat nájemníci. Celá akce měla skončit v roce 1903. V roce 1903 však byl asanační zákon prodloužen o deset let, poté se každých deset let prodlužovalo až do roku 1943. Největší asanační zásahy však proběhly do roku 1914. Asanace silně postihla rovněž Podskalí.

## Iniciativy k záchraně a dokumentaci asanovaných částí Prahy

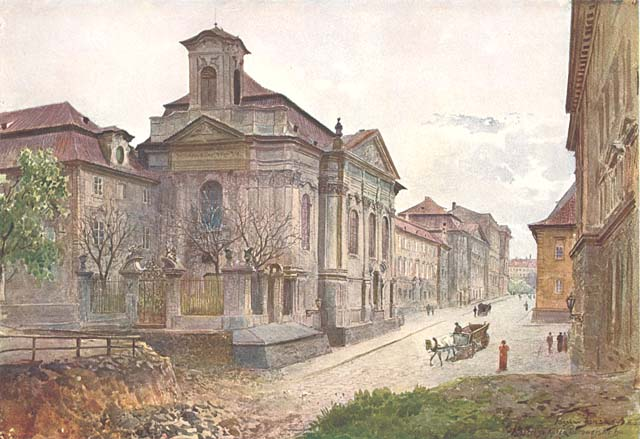
Václav Jansa: Resslova, kostel sv. Karla Boromejského

### Odpůrci asanace
Úměrně postupující asanaci a její viditelnosti pro obyvatele narůstaly různé formy nesouhlasu a protestu. V druhé polovině 90. let byla proti asanaci Starého Města a Malé Strany a postupům městské rady svolávána veřejná protestní shromáždění. Na obranu památek se angažovali významní umělci, zejména spisovatel Vilém Mrštík s Manifestem českému lidu (1896) a se svým proslulým manifestem Bestia triumphans v roce 1897. Argumenty proti způsobu provádění asanace byly formulovány na manifestační a protestní schůzi pražského lidu, konané dne 16. dubna 1899 na Žofíně.
Na tomto shromáždění vystoupili ještě architekt Bohumil Štěrba s řečí O stavebním vývoji a programu veleobce Pražské a s výkladem O novém stavebním řádu JUDr. Luboš Jeřábek. Proti živelné asanaci se vyslovovali i mladší významní architekti. Například Osvald Polívka na schůzi zastupitelstva kritizoval radikální demolice památek v centru Prahy. Vilém Mrštík jej ve svém manifestu Bestia triumphans za to oceňuje a Polívkovo stanovisko doslovně cituje:"...Na místech rozhodujících nenalézá ideální snažení o zachování starobylého rázu Prahy vždy patřičného ohlasu, ba ani porozumění....– Nicméně " pravil dále "musí se učinit vše možné, aby Praha byla zachráněna před zhyzděním svých nádherných krás, aby se nečinilo násilí jejímu panoramu."

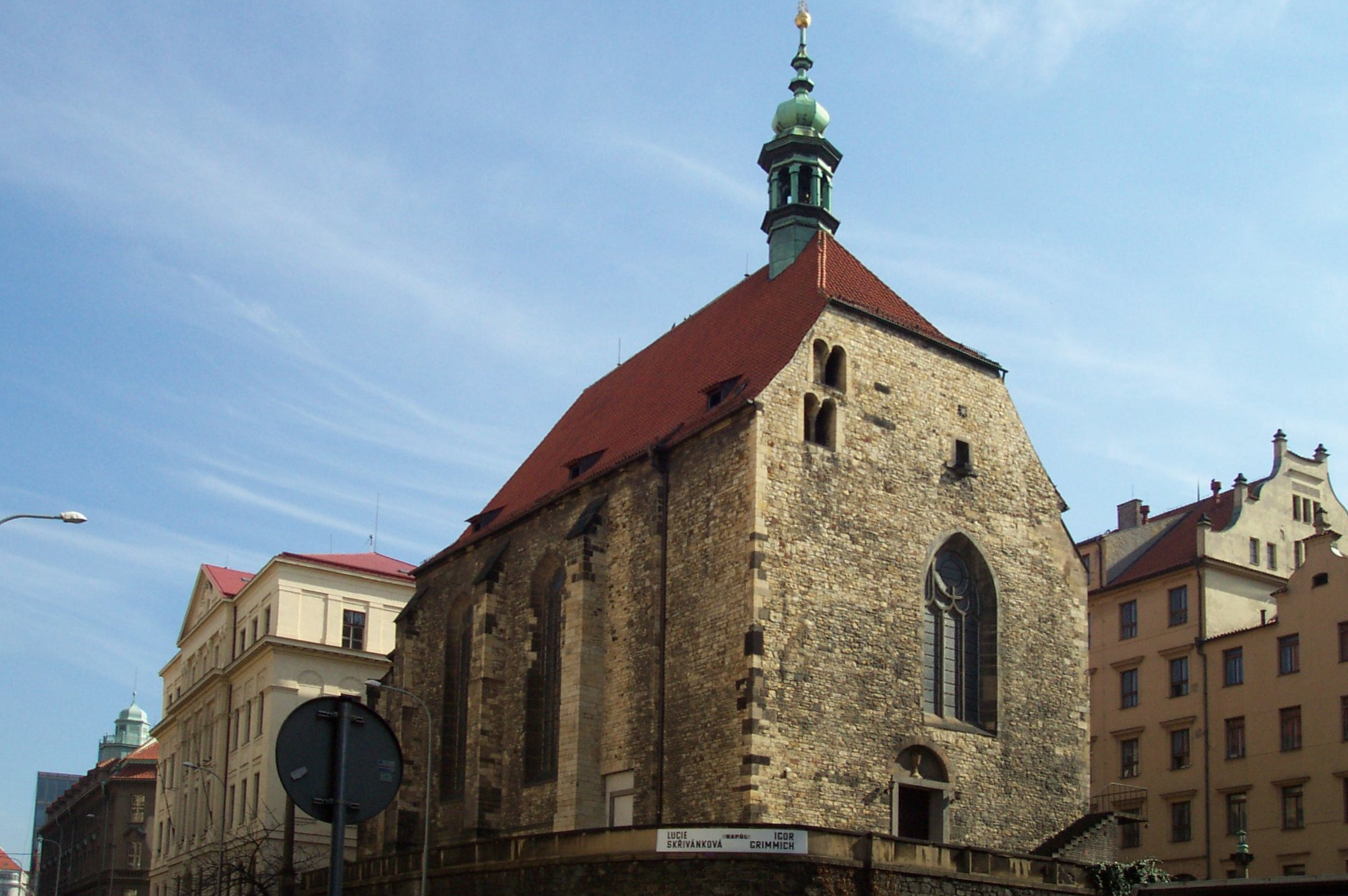
Kostel sv. Václava na Zderaze

Podobně jako Osvald Polívka se angažovali pro záchranu a dokumentaci významných památek v asanačním území i novorenesanční architekti a stavitelé Antonín Wiehl a Jan Zeyer. Wiehl inicioval vznik Komise pro soupis stavebních, uměleckých a historických památek královského hlavního města Prahy a byl i náměstkem jejího předsedy v prvních dvou letech její práce Členem této komise byl později i Zeyer.
Na protestní a petiční akce osobností kolem Viléma Mrštíka také přímo navazoval vznik klubu Za starou Prahu v roce 1900.

### Odborné komise

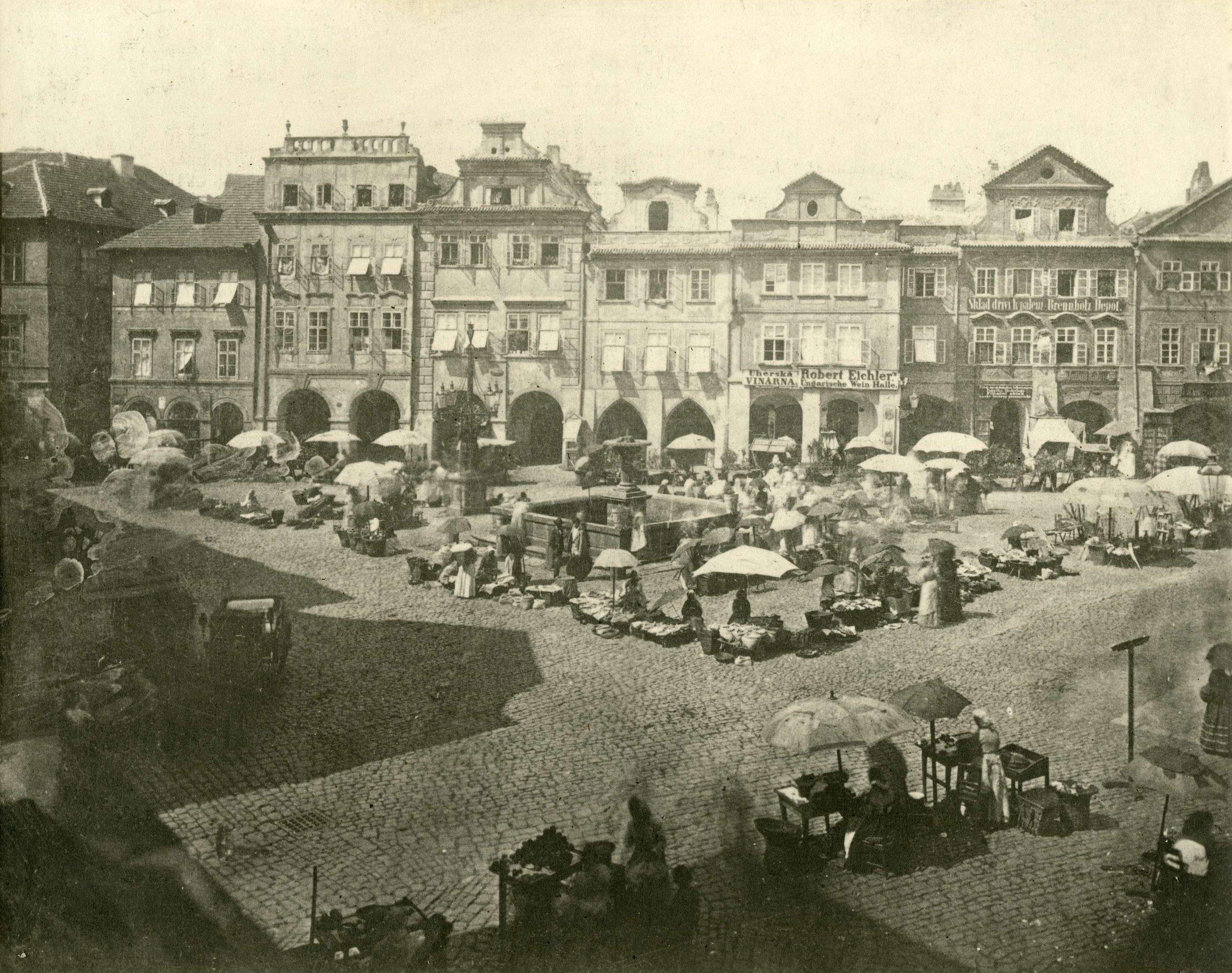
Fr. Fridrich: Uhelný trh

Na nátlak veřejnosti byla v roce 1896 zřízena jako poradní orgán pražského magistrátu pro otázky spojené s realizací asanace Umělecká komise. Jejím úkolem bylo též dokumentovat umělecké památky určené k demolici a případně organizovat záchranu některých uměleckých prvků demolovaných staveb. Komise se roku 1898 sama rozpustila, protože městská rada nerespektovala její názory. Kromě toho pracovala Komise pro soupis stavebních, uměleckých a historických památek královského hlavního města Prahy zřízená usnesením prezidia Městské rady ze dne 13. 6. 1893. Jejím posláním se mělo stát zajištění soupisu stavebních, uměleckých a historických památek v Praze. Členy byli konzervátoři památkové péče v Praze, zástupci vědeckých a uměleckých ústavů a odborníci. Iniciátorem vzniku komise byl městský radní Vladimír Per, který zpracoval návrh a předložil jej radě. Komise měla následně jako odborný poradní orgán rady dohlížet na ochranu inventarizovaných památek.

### Dokumentace
Komise organizovala mimo jiné dokumentaci památek v asanačním pásmu. Její člen a významný fotograf Jindřich Eckert pořídil v letech 1894–1898 40 nových snímků a Městskému muzeu zapůjčil 500 fotografií z předchozích dvaceti let své tvorby. Spolek výtvarných umělců Mánes inicioval pořízení akvarelových maleb vybraných partií města určených k asanaci. Malíř Václav Jansa pak namaloval 150 barevných akvarelů dokumentujících zanikající části Prahy, které se staly součástí sbírek Městského muzea. Ghetto bylo mimo jiné zachyceno na četných fotografiích a olejomalbách Jana Minaříka

### Záchrana některých památek
Zejména architekti v odborných komisích se zasazovali o záchranu některých památek a redukci asanačního pásma. Antonín Wiehl a jeho kolega Zeyer se osobně podíleli na úspěchu této komise v případě záchrany kostela svatého Václava na Zderaze, kde se bouraly domy pro dnešní Resslovu ulici. Kostel se podařilo z demoličního plánu vyjmout a byla navržena jeho oprava. Zeyer 28. března 1898 formuloval návrh Městské radě na zachování kostela.

### Odborné diskuse a polemiky

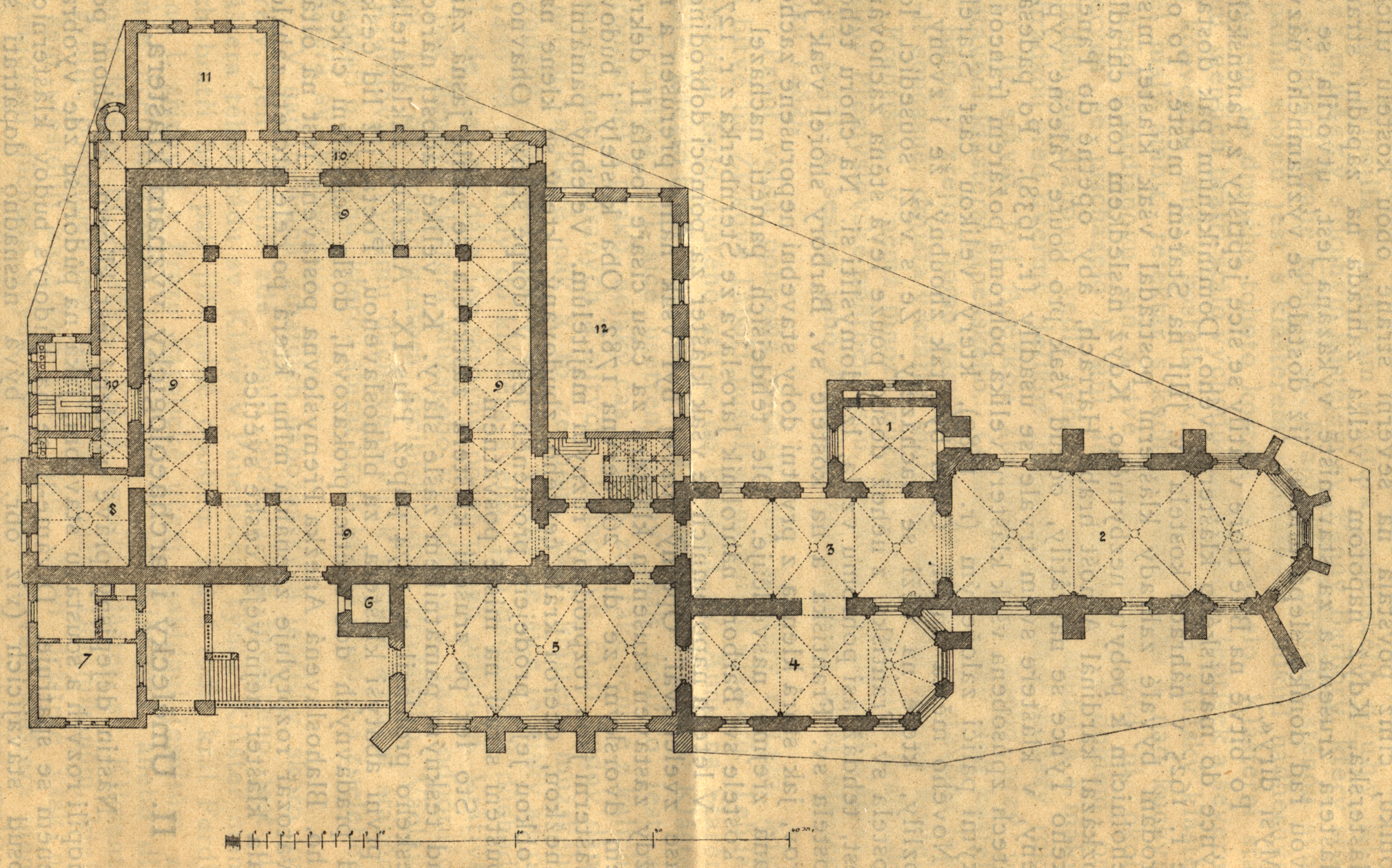
Projekt Jana Zeyera na obnovu Anežského kláštera

Architekt Zeyer též veřejně polemizoval i s dalšími necitlivými zásahy prováděnými v rámci asanace, jak ilustruje jeho odpověď vývodům Dra. A. Steina, daná v týdenní schůzi Spolku architektů a inženýrů v království Českém, konané dne 25. ledna 1901. Tato jeho ostrá polemika s názory magistrátního sekretáře dr. Augustina Steina, představeného asanační kanceláře, jež připravila podrobný plán realizace asanačních prací, byla též publikována. Zeyer se též angažoval pro obnovu kláštera Bl. Anežky Přemyslovny a spolu s dalším členem Komise Ferdinanda Josefa Lehnera v roce 1896 publikoval projekt jeho rekonstrukce v informační publikaci Klášter bl. Anežky Přemyslovny a obnova jeho a působil v Jednotě pro obnovu kláštera Bl. Anežky v Praze.
Přes všechno úsilí veřejnosti a odborníků došlo od 90. let k mnoha necitlivým zásahům do historické zástavby, původní plán byl porušován ve prospěch soukromých zájmů a mnoho cenných budov bylo zničeno.

## Zaniklá Praha v literatuře
Asanace vyvolala všeobecný zájem o historické památky a genius loci starého židovského ghetta a uliček kolem Anežského kláštera. V prostředí zaniklého ghetta se odehrává děj románu Golem, nejznámějšího díla Gustava Meyrinka z roku 1915. Prostředím asanovaných částí Prahy se zčásti inspiroval spisovatel Jaroslav Foglar při psaní svých příběhů o tajemných Stínadlech, Řásnovce a o klubu Rychlé šípy.
Tomuto tématu se ve svém díle široce věnoval spisovatel a novinář František R. Kraus, který v Josefově vyrůstal v době dokončované asanace a strávil zde většinu svého života.
V roce 2022 vydalo Muzeum města Prahy publikaci Město jako přízrak: pražské inspirace Jaroslava Foglara, v jejímž úvodu je asanace vyobrazena na řadě reprodukcí obrazů a dobových fotografií.

## Galerie domů a ulic zbouraných v rámci asanace

### Akvarely Václava Jansy zachycující zbořené domy

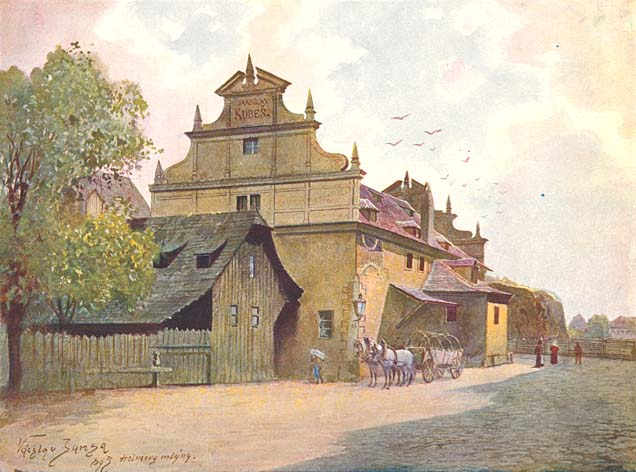
Václav Jansa – čp. 1220, Helmovy mlýny čp. 1220, jedna z budov Helmových mlýnů – zbořena 1928
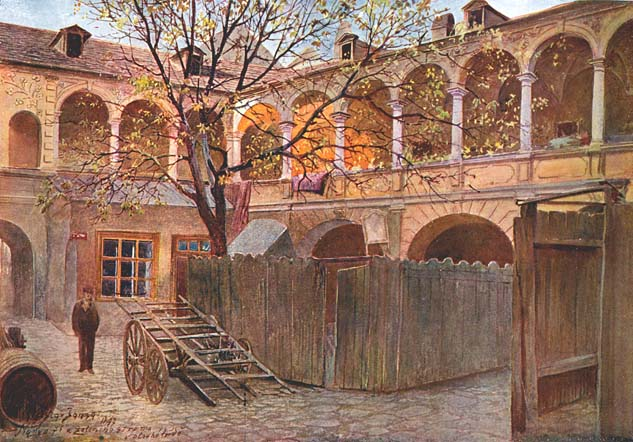
Václav Jansa – Dlouhá třída, U zlateho stromu. Nádvoří domu U zlatého stromu
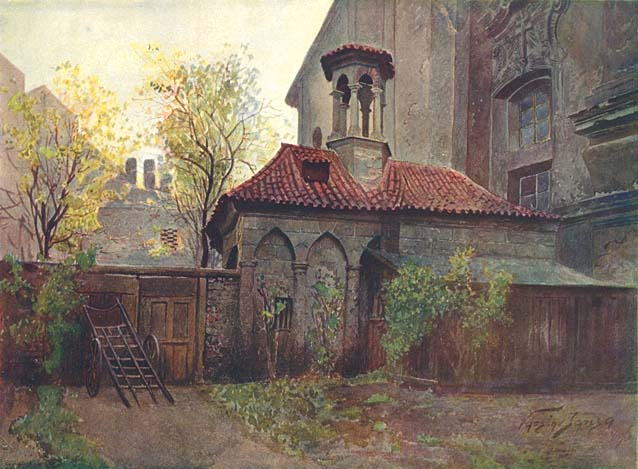
Václav Jansa – kaple Božího hrobu na Zderaze (po pravé straně barokní kostel sv. Petra a Pavla, zbořen 1905)
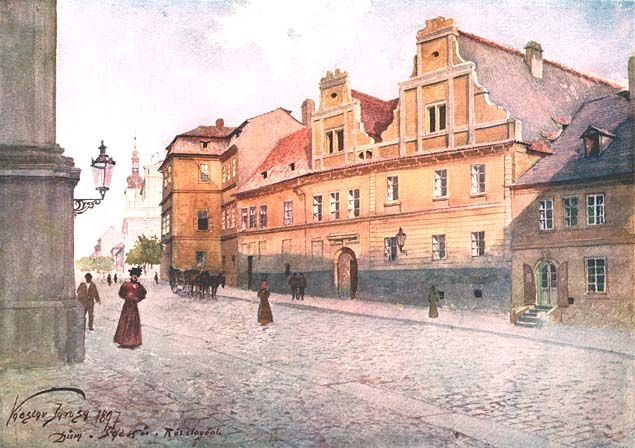
Václav Jansa – Resslova ulice, U Šálků
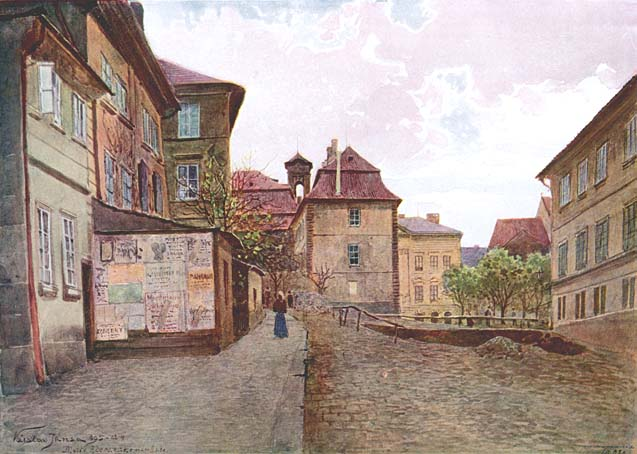
Václav Jansa – Na Zderaze od severu
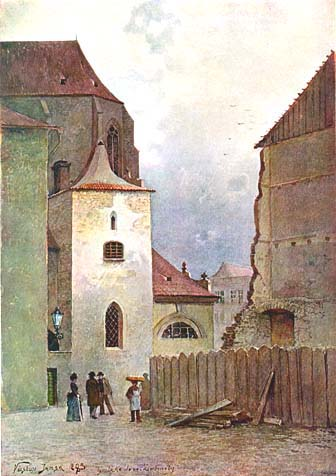
Václav Jansa – kaple sv. Ludmily u Týnského chrámu od Celetné (zbořena 1886). Vpravo dům U Hřebene (torzo, zbořeno 1882 – uvolnění prostoru koňce)
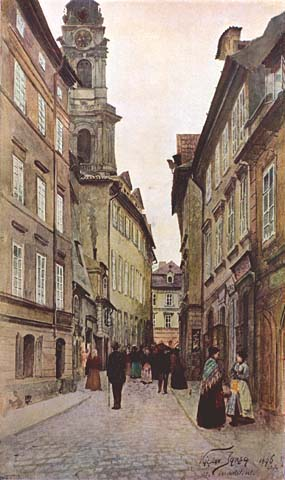
Václav Jansa – Karmelitská u staré újezdské brány (domy vpravo byly zbořeny)
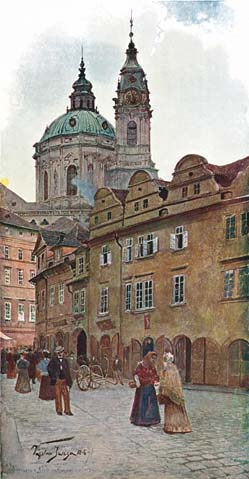
Václav Jansa – Karmelitská před uskutečněním průlomu U Klíčků
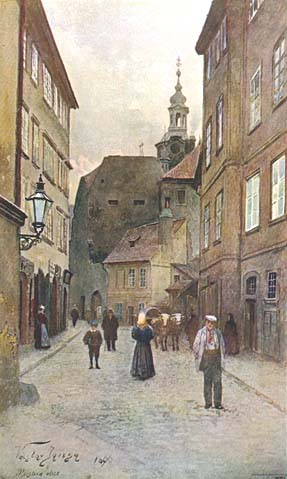
Václav Jansa – Maiselova ulice od severu, po demolici roku 1896 je zhruba v těchto místech Pařížská ulice

### Fotografie Jindřicha Eckerta zachycující zbořené domy

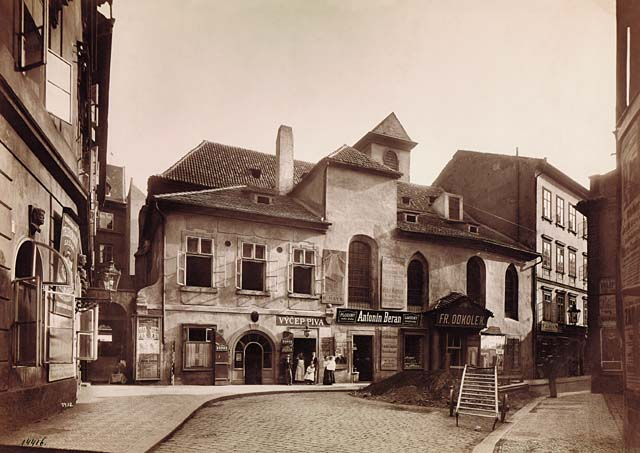
Zrušený kostel sv. Martina ve zdi využitý pro obytné a obchodní prostory; nebyl zbořen a kolem r. 1905 byl regotizován
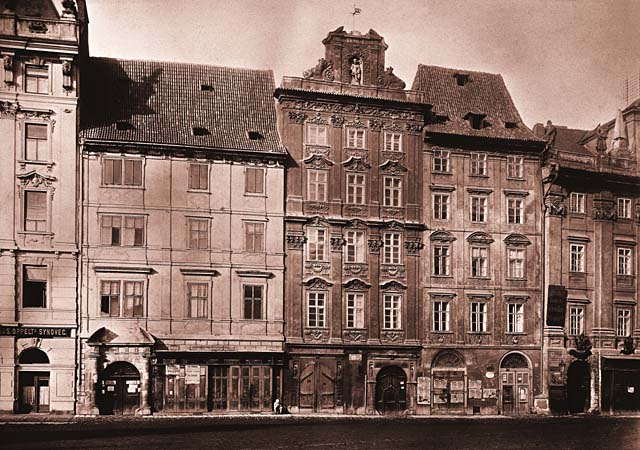
Tři z pěti domů severní strany Staroměstského náměstí čp. 931–933, které byly zbořeny v roce 1899
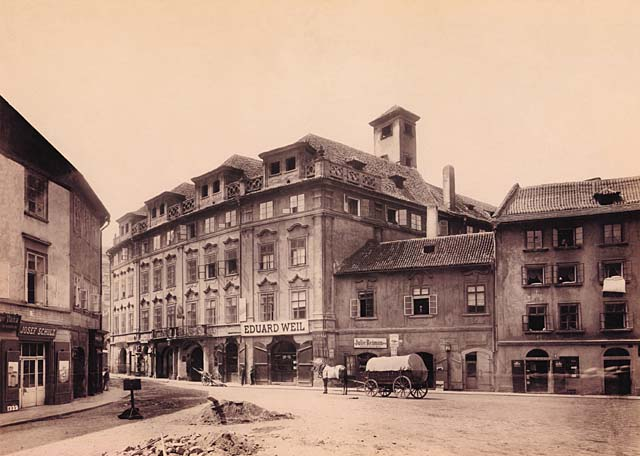
Budova tzv. Kolkovny, v jádru však středověkého paláce, čp. 922 v Dlouhé třídě, byla zbořena v roce 1904
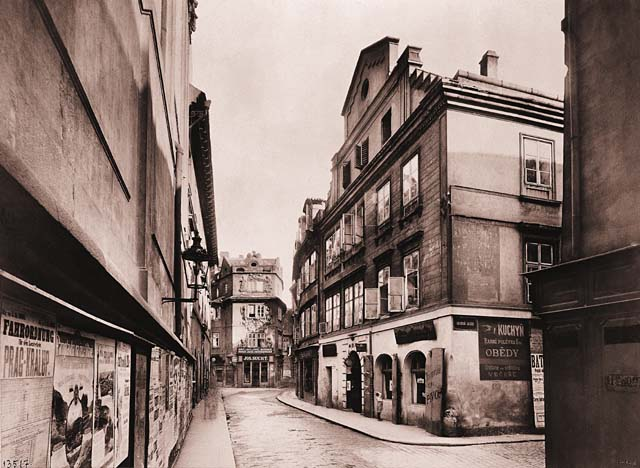
Dům U Modré štiky čp. 180 zužující Karlovu ulici byl zbořen v r. 1903
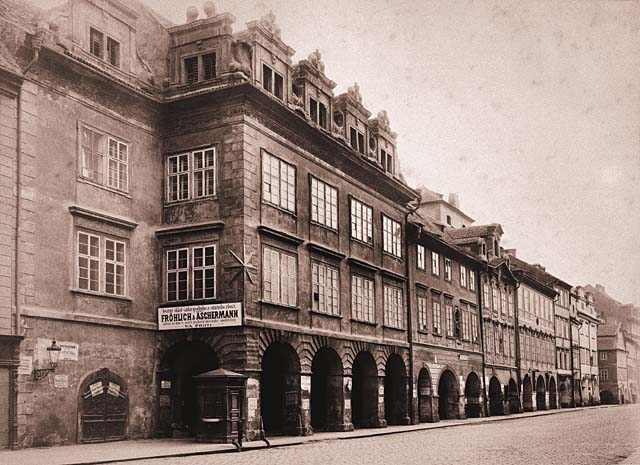
Čtyři domy v Rytířské ulici čp. 405–408 uvolnily r. 1894 místo novostavbě Staroměstské tržnice. Dům čp. 406 nese domovní znamení U zlaté hvězdy, dnes v Muzeu hl. m. Prahy
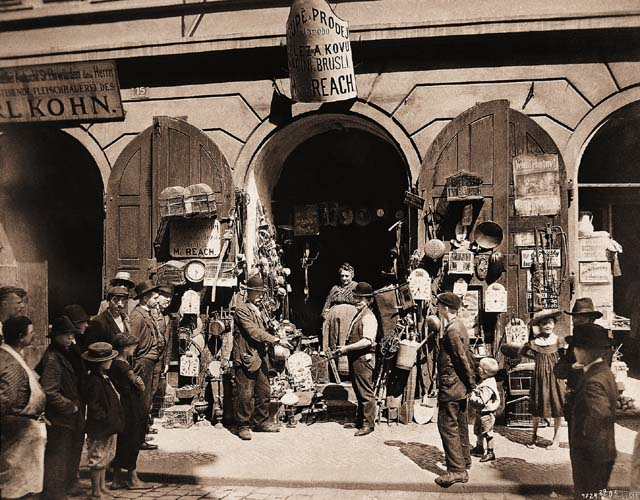
Josefov byl proslulý svými vetešnickými krámky, kde bylo k dostání vše, na co člověk pomyslel